# Iris Völkner
Iris Völkner (* 16. Oktober 1960 in Hamburg) ist eine ehemalige deutsche Ruderin, die 1984 eine olympische Bronzemedaille gewann.
Iris Völkner vom SV Polizei Hamburg hatte 1973 mit dem Rudersport begonnen. 1979 gewann sie im Vierer mit Steuerfrau ihren ersten deutschen Meistertitel. Nach dem zweiten Platz 1980 gewann sie 1981 und 1982 erneut den Titel im Vierer, seit 1981 saß auch Ellen Becker im Vierer. Becker und Völkner traten auch gemeinsam im Zweier ohne Steuerfrau an und gewannen in dieser Bootsklasse von 1981 bis 1984 vier deutsche Meistertitel. 1983 belegten die beiden bei den Ruder-Weltmeisterschaften den vierten Platz.
Als sich im Vorfeld der Olympischen Spiele 1984 abzeichnete, dass die Mannschaften des Ostblocks mit der Ausnahme von Rumänien nicht teilnehmen würden, stiegen Becker und Völkner zu Medaillenkandidatinnen auf, allerdings waren die Saisonergebnisse eher durchschnittlich, da Iris Völkner wegen Wirbelsäulenproblemen nur mit Schwierigkeiten antreten konnte. Bei den Olympischen Spielen in Los Angeles traten nur sechs Boote im Zweier ohne an, Becker und Völkner belegten hinter den Booten aus Rumänien und Kanada den dritten Platz. Die beiden Ruderinnen traten auch im Achter an, belegten aber dort nur den sechsten und letzten Platz. 1985 gewannen Becker und Völkner noch einmal den deutschen Meistertitel im Vierer mit Steuerfrau.
Die Bronzemedaille von Iris Völkner und Ellen Becker war die erste Medaille für Ruderinnen aus der Bundesrepublik Deutschland, seit Edith Eckbauer und Thea Einöder acht Jahre zuvor ebenfalls Bronze gewonnen hatten. Die beiden Medaillen im Zweier ohne Steuerfrau blieben die einzigen Medaillen für bundesdeutsche Ruderinnen bis zur Wiedervereinigung mit der DDR.